# Schmiede
Schmiede (ook: An der Schmiede, Luxemburgs: Schmëtt en Frans: Huldange Forge) is een gehucht van de Luxemburgse plaats Huldange.
Dit gehucht omvat de grensovergang van het Groothertogdom Luxemburg naar België. Van 1839 (de deling van Luxemburg) tot 1920 (aansluiting van de Oostkantons bij België) was dit een drielandenpunt. Pruissen (vanaf 1871 Duitsland), België en het Groothertogdom Luxemburg kwamen hier bij elkaar.
Schmiede is ook het meest noordelijke punt van het Groothertogdom.
Vanaf 1970 nam het grensverkeer sterk toe. Lagere brandstofprijzen lokten Belgische toeristen naar Luxemburg en er verscheen een koopcentrum. Ook aan de Belgische zijde verrezen winkels.

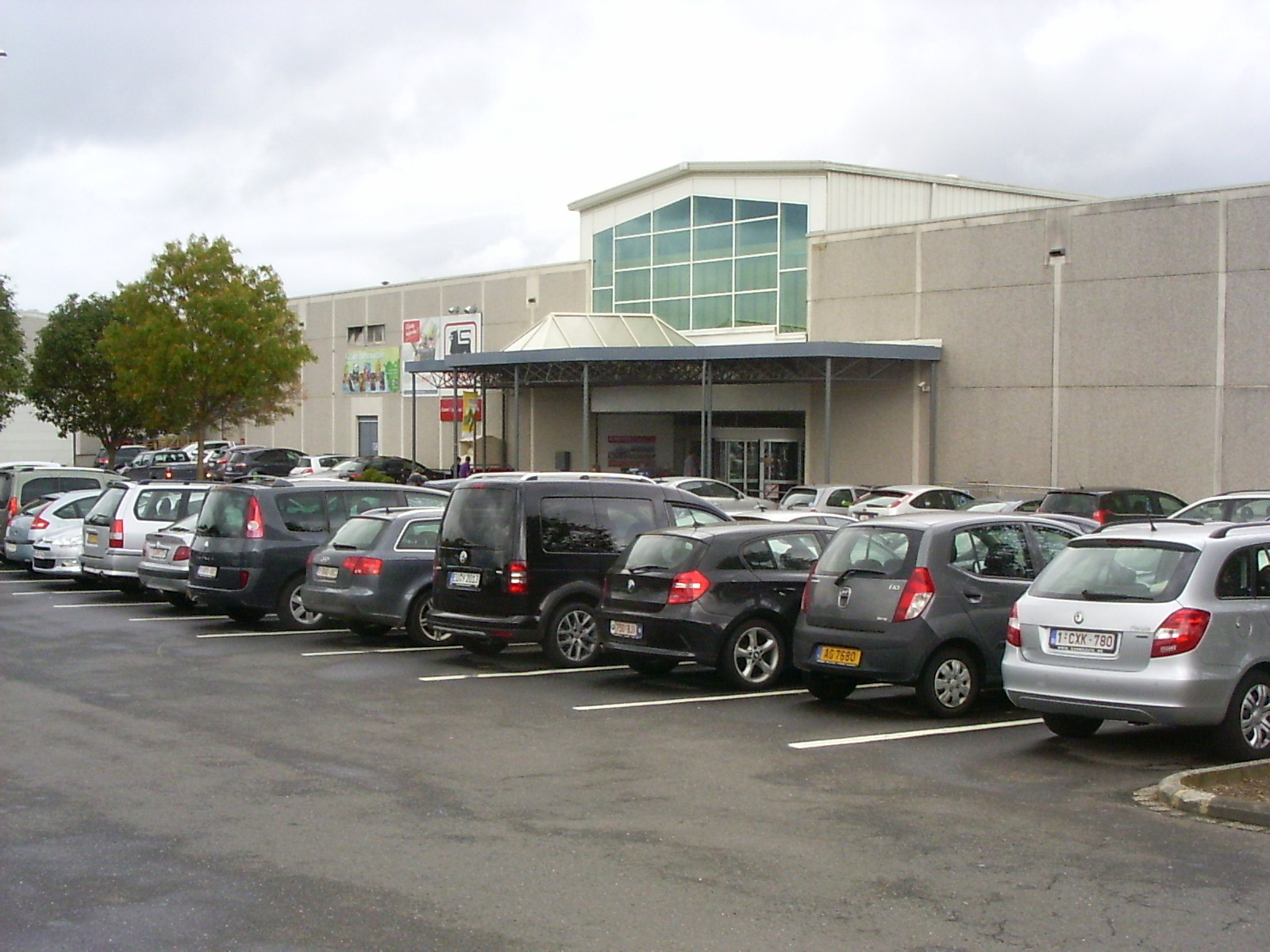
Koopcentrum

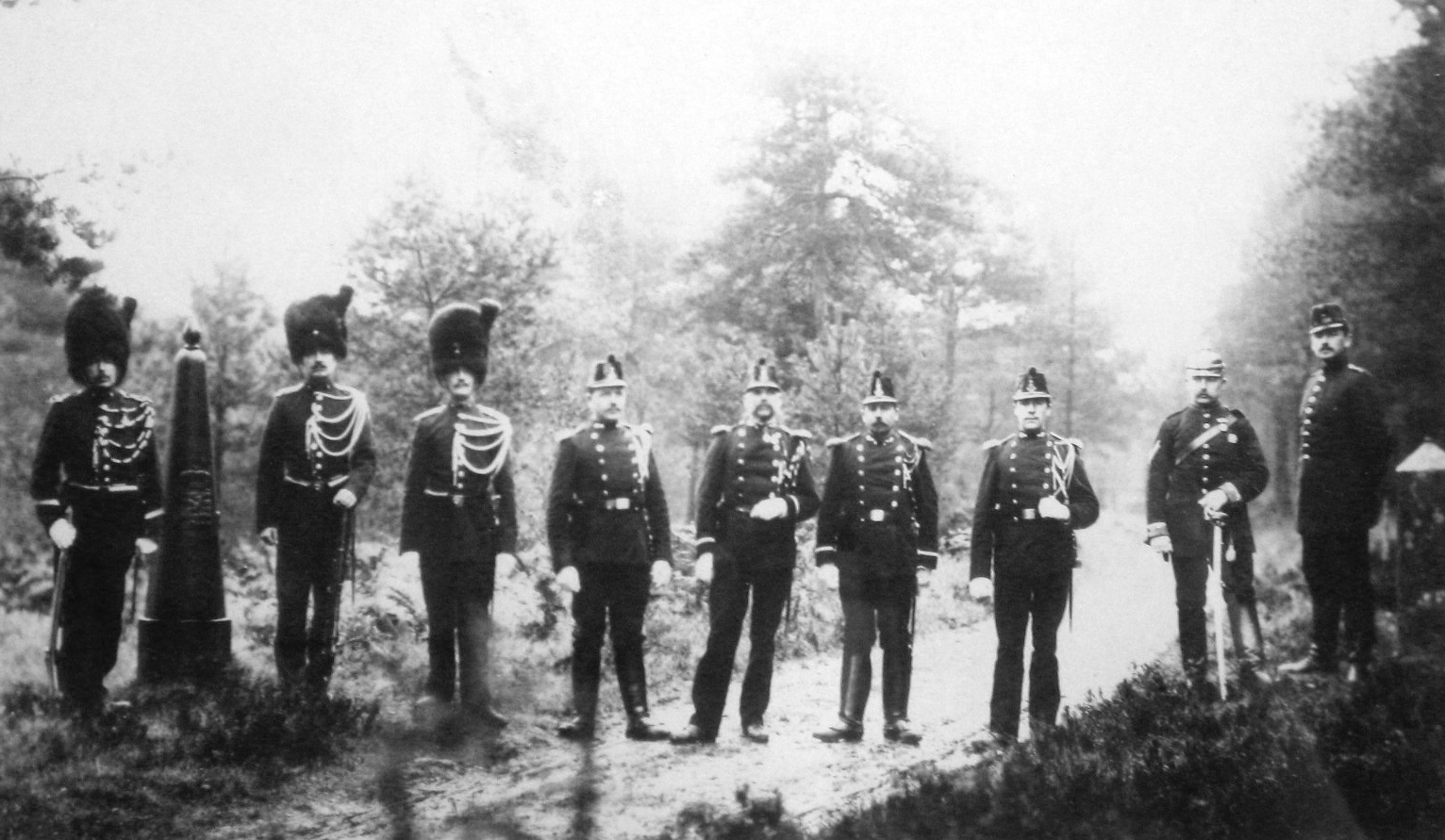
Het drielandenpunt, toen het nog was.

## Nabijgelegen kernen
Deiffelt, Huldange, Hautbellain